# Stanisław Berny
Stanisław Berny (ur. 1944) – polski aktor teatralny i filmowy.
W 1972 roku ukończył studia na PWST w Krakowie. Od tamtego okresu pracował w teatrach: 
- 1973-1977 – Teatr Bagatela w Krakowie
- 1977-1978 – Teatr Śląski w Katowicach
- 1978-1982 – Teatr Dramatyczny w Elblągu
- 1982-1984 – Tarnowski Teatr im. Ludwika Solskiego w Tarnowie
- 1985-1995 – Teatr Satyry "Maszkaron" w Krakowie

Od 1995 roku jest aktorem krakowskiego Teatru Ludowego.

## Filmografia
- 1996: Opowieść o Józefie Szwejku i jego drodze na front − jako żandarm (odc. 3 i 4)
- 1997: Klan − jako sędzia Sądu Rejonowego prowadzący rozprawę przeciwko Pawłowi z powództwa Adama Więcławskiego
- 1999: Przygody dobrego wojaka Szwejka
- 2002: Chopin. Pragnienie miłości
- 2011: Szpilki na Giewoncie − jako furman (odc. 36)
- 2012: Julia − jako sprzedawca staroci (odc. 33)
- 2013: Prawo Agaty − jako Zenon Barwicki (odc. 35)
- 2014: Arizona w mojej głowie - pracownik fabryki